# Real (Einzelhandel)

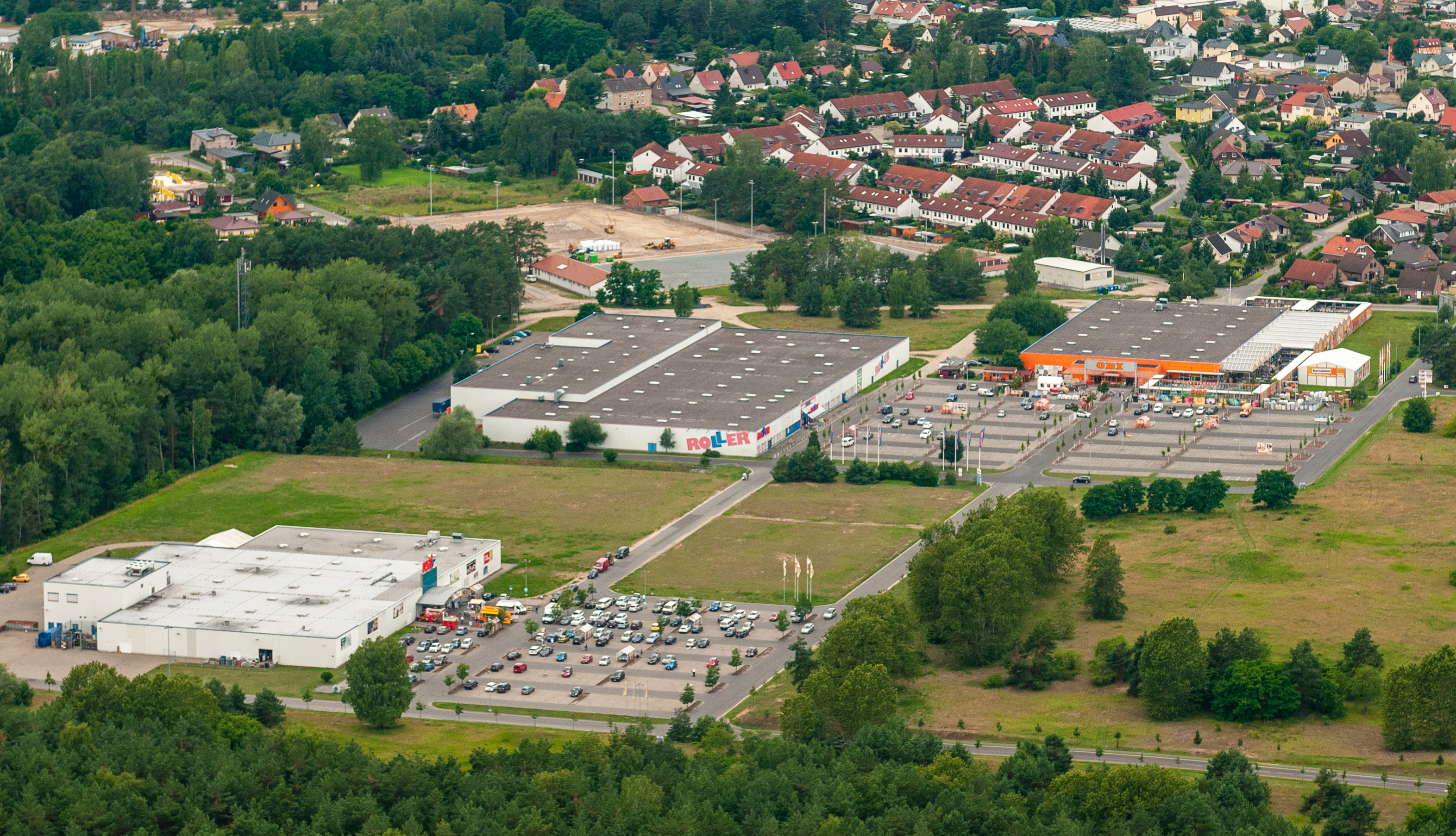
Real auf der „grünen Wiese“ in Finowfurt mit Roller und Obi 2017

Die Real GmbH i.L. mit Sitz in Mönchengladbach war ein Lebensmitteleinzelhändler, der zuletzt unter dem Namen mein real 62 SB-Warenhäuser in Deutschland betrieben hatte und sich vormals im Besitz der Metro-Gruppe befand. Die Gruppe befand sich zuletzt im Besitz von The SCP Group, einer unabhängigen Beteiligungsgesellschaft, die das Unternehmen abwickeln sollte.
Das Unternehmen erklärte im September 2023 seine Zahlungsunfähigkeit und stellte mit der Schließung der restlichen SB-Warenhäuser im März 2024 seinen Geschäftsbetrieb ein.

## Unternehmen

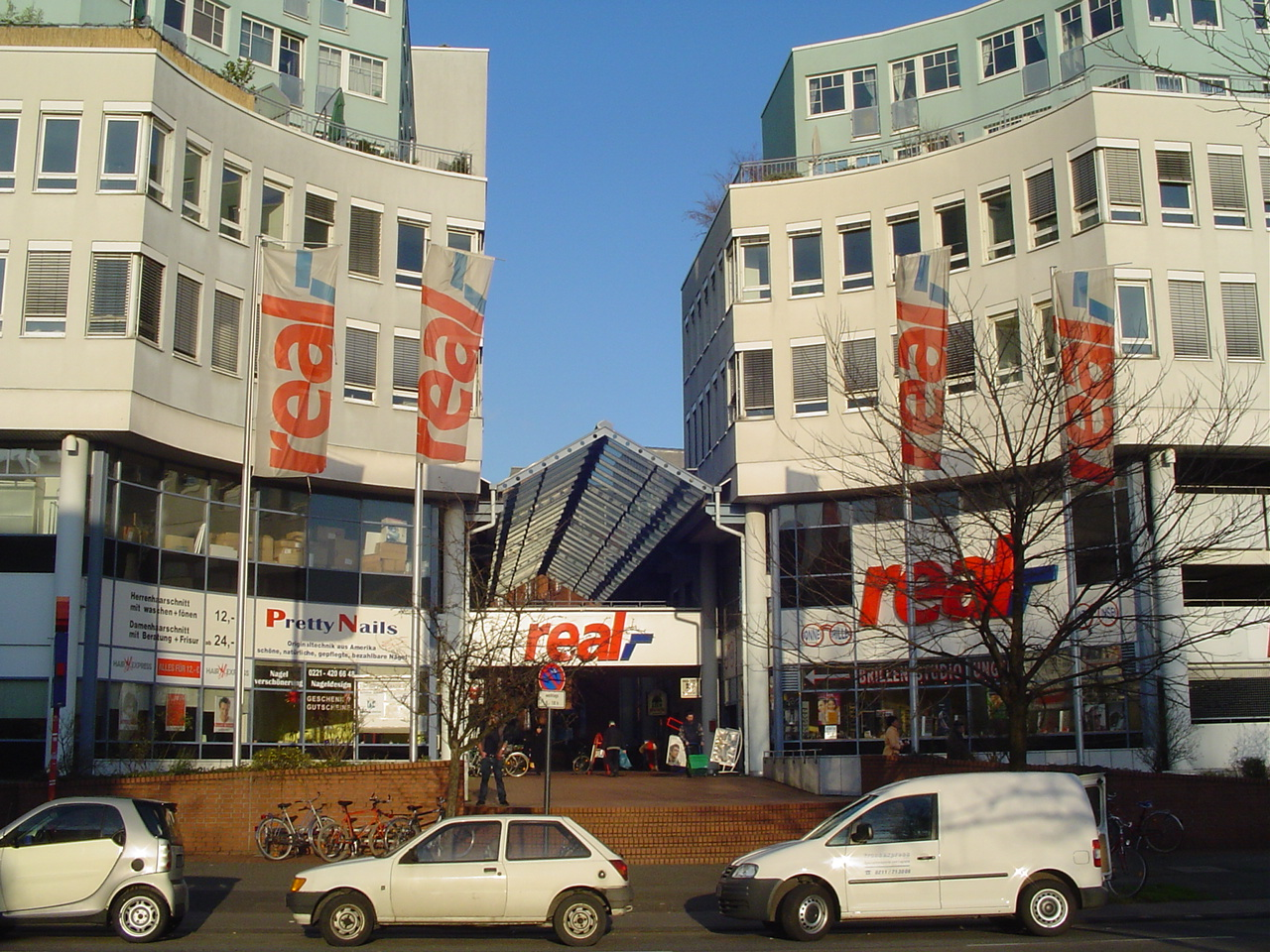
Ein Real-Markt in Köln-Sülz

Die real GmbH, ehemals real SB Warenhaus GmbH, mit Sitz ursprünglich und ab 2023 wieder in Mönchengladbach betrieb 62 SB-Warenhäuser in Deutschland unter dem Namen mein real. Die SB-Warenhäuser verfügten über Verkaufsflächen von je 5.000 bis 15.000 Quadratmetern. Sie boten Kunden alle Produkte des täglichen Bedarfs. Drei Viertel des Umsatzes erzielte mein real mit Lebensmitteln. Den Schwerpunkt des Angebots bildeten Frischeprodukte, zum Beispiel Obst und Gemüse, Fleisch, Wurst, Fisch und Käse. Zusätzlich verfügte mein real über ein breites Sortiment an Nicht-Lebensmitteln, darunter Elektronikartikel, Haushaltswaren und Textilien. Bis zu 80.000 verschiedene Artikel waren in den Läden erhältlich. mein real wurde durch die Rewe Group als Handelspartner beliefert. Neben Markenartikeln wurde auch Rewes Handelsmarken, wie ja! angeboten. Zuvor führte Real eigene Handelsmarken (z. B. TiP, real Quality und real Bio).
2001 war Real einer der Gründer des Kundenbindungsprogramms Payback.

## Geschichte

### Entstehung und Wachstum durch Übernahmen (1992–2006)
Real entstand 1992 innerhalb des Metro-Konzerns aus der Zusammenführung der Marktketten divi, basar, Continent, esbella und real-kauf. Dabei begann man am 30. Januar 1992 mit der Umflaggung der ersten neun Märkte, im August 1992 waren 23 Standorte auf real umgeflaggt. Bis Ende 1995 folgten massa (vgl. Karl-Heinz Kipp), später folgten zudem massa-Mobil, Meister, BLV, Huma und Suma. Jedes dieser Unternehmen war über Jahrzehnte regional erfolgreich. 1998 kamen 94 SB-Warenhäuser der Allkauf- und 20 SB-Warenhäuser der süddeutschen Kriegbaum-Gruppe hinzu. Am 21. September 1998 konnte man die 150. Eröffnung als Real feiern. In Ankara eröffnete 1998 der erste Markt in der Türkei. Im Mai 1999 wechselten fünf Extra-Verbrauchermärkte zu Real, im gleichen Jahr wechselten 19 Real-Häuser zu Extra. Insgesamt betrieb Real zu diesem Zeitpunkt 280 Standorte, davon 259 in Deutschland.
2001 versuchte der Metro-Konzern mit dem Kostensenkungsprogramm „Strategie 2006“, seine Tochtergesellschaft im Inland wieder profitabler zu machen. Dazu sollten Personalkosten um einen hohen zweistelligen Millionenbetrag reduziert werden. 2003, als Real rund 35.000 Mitarbeiter, etwa 30.000 davon in Deutschland beschäftigte, begann der Konzern, wesentliche Aufgaben in der zentralen Verwaltung der bis dahin selbstständigen Unternehmen real,- SB-Warenhaus GmbH und extra Verbrauchermärkte GmbH zusammenzuführen. Die gesellschaftsrechtliche Vereinigung von Extra und Real wurde Mitte 2004 abgeschlossen. Im Zusammenhang mit einem Skandal um verdorbenes Hackfleisch und dem mäßigen Erfolg der teuren Werbekampagne „Besorg’s dir doch einfach“ wurde 2005 die Geschäftsführung des Unternehmens ausgetauscht.

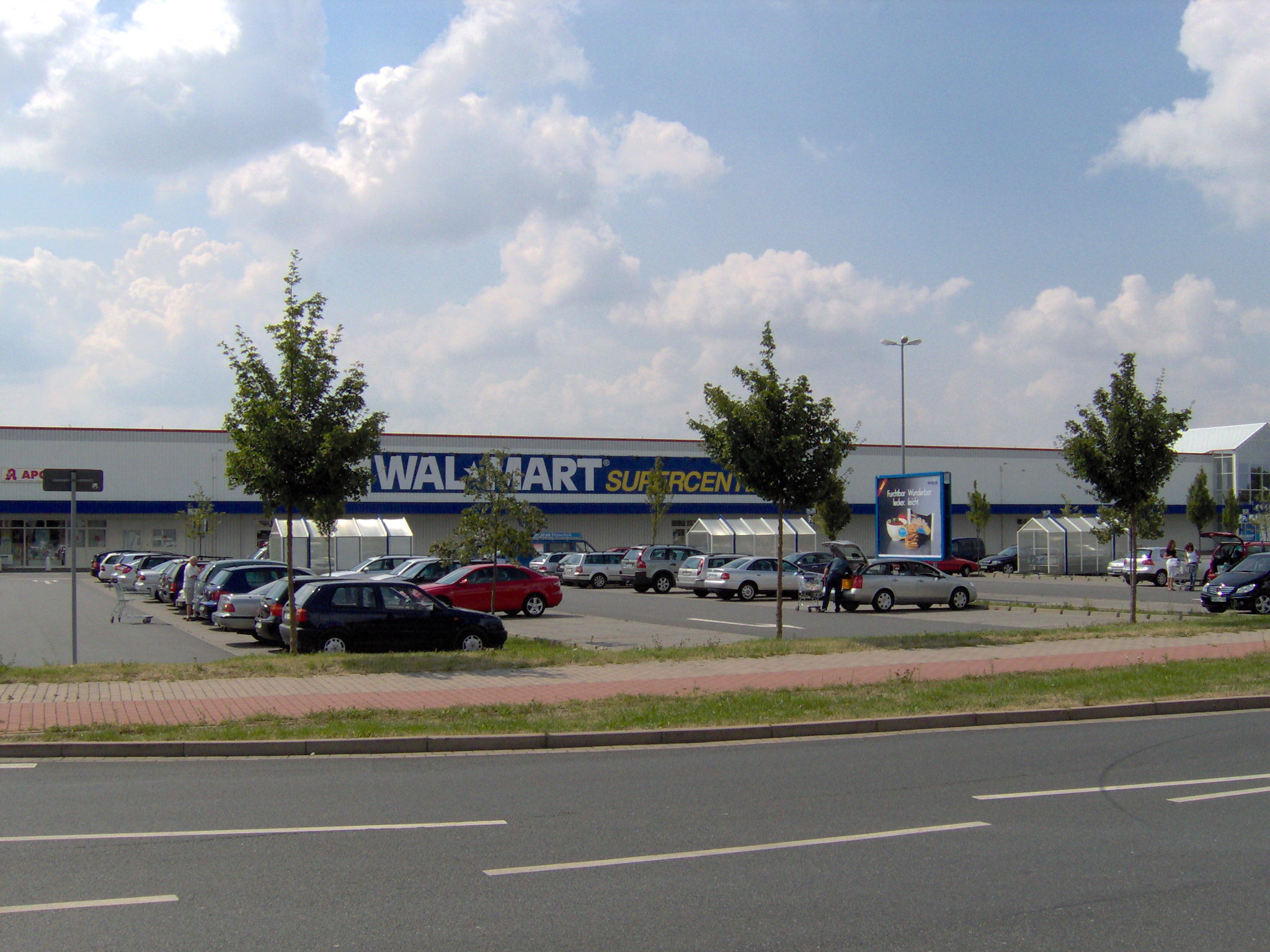
Walmart in Pattensen bei Hannover

Im Juli 2006 wurde bekannt, dass Metro die 85 deutschen Walmart-Filialen übernimmt, wobei die größeren Filialen unter dem Namen Real und die kleineren unter dem Namen Extra geführt werden. Mit der Schließung der Zentrale von Walmart Germany in Wuppertal waren im dritten Quartal 2007 etwa 600 Stellen betroffen. Zudem wurden 14 Walmart-Filialen aufgegeben, weil bereits Real-Märkte in direkter Nachbarschaft existierten. Betroffen waren die Standorte in Aachen, Bergkamen, Delmenhorst, Dortmund, Gelsenkirchen, Günthersdorf, Hagen, Hannover-Wülfel, Nordenham, Pattensen, Ritterhude-Platjenwerbe, Salzgitter-Bad sowie Wilhelmshaven. Die Filialen Düsseldorf und Sigmaringen wurden bereits im Juni 2006 geschlossen. Die Filiale Düsseldorf wurde 2007 abgerissen und auf dem Gelände bis 2009 Deutschlands größter Edeka-Supermarkt erbaut.

### Restrukturierungen (2006–2018)
Seit Herbst 2006 wurden bundesweit mehrere Real- und Extra-Märkte geschlossen oder veräußert, darunter die Märkte Dortmund-Nord, Guben, Überlingen, Magdeburg, Pulheim (Übernahme ab 1. Juli 2008 durch Kaufland), Holzminden (Übernahme ab 2008 durch Kaufland), Bochum, Olpe (Extra-Markt, Abgabe an Kaufland) und Hückelhoven (Extra-Markt).
Ende Oktober 2007 eröffnete eine neue Filiale in Lübeck, die als erstes deutsches Warenhaus von Montag bis Samstag bis 24 Uhr geöffnet hatte. Dieser Markt stand in der Kritik, Löhne unterhalb des Einzelhandelstarifs zu zahlen. Im November 2007 beteiligten sich rund 3.000 Beschäftigte aus 80 Real-Filialen an Streiks, den die Dienstleistungsgewerkschaft Verdi im nordrhein-westfälischen Einzelhandel ausgerufen hatte. Die Gewerkschaft forderte 4,5 Prozent mehr Gehalt sowie ein Mindesteinkommen von 1.500 Euro für Vollzeitbeschäftigte. Streit gibt es zudem um die von den Arbeitgebern geforderte Streichung von Spät- und Nachtzuschlägen.
Im Januar 2008 wurde bekannt, dass die Rewe Group die Verbrauchermarktkette Extra zum 1. Juli 2008 von der Metro AG erwerben würde. Der Name Extra sollte in der zweiten Jahreshälfte 2008 mit der Umflaggung der Märkte auf Rewe verschwinden. Die Franchisemarken Comet und Bolle, unter denen 61 der 306 Märkte liefen, wurden dagegen zunächst weitergeführt. Die Franchise-Zentrale ging an die Rewe Group. Rewe wollte mit dem Kauf seine Marktposition im Einzelhandel stärken und die 9.700 Mitarbeiter übernehmen. Das Bundeskartellamt genehmigte den geplanten Kauf ohne Auflagen.
Im März 2008 erklärte der damalige Vorstandschef der Metro-Group Eckhard Cordes, dass rund 40 von 349 Real-Warenhäusern verkauft oder geschlossen werden sollen, da diese Märkte 2007 Verluste von insgesamt bis zu 50 Millionen Euro verbucht hatten.

Umsatzentwicklung von Real mit Extra 1999 bis 2005

Bis Anfang 2010 wollte sich die Metro-Gruppe von 27 weiteren Standorten trennen, darunter Märkte in Berlin, Rostock (zum 28. Februar 2010) und Bremen. Im Januar 2011 gab die Metro-Group bekannt, das Real-Logistikservicezentrum (LSZ) in Kamen mit rund 120 Mitarbeitern zu schließen und die Buchhaltung in weltweit drei „Shared Service Centern“ mit den Standorten in Alzey in Deutschland sowie in Polen und Indien zu bündeln.
2013 übernahm die französische Handelskette Auchan die Real-Märkte in Mittel- und Osteuropa. Auchan übernahm das operative Geschäft und die Immobilien in Polen, Rumänien, Russland und der Ukraine für 1,1 Milliarden Euro. Insgesamt 91 Supermärkte und 13 Einkaufszentren wechselten den Besitzer. Real machte in den vier genannten Ländern 2011 einen Umsatz von beinahe 2,6 Milliarden Euro (ohne MwSt.). 20.000 Real-Mitarbeiter arbeiteten in den genannten Ländern. Die deutschen und die türkischen Supermärkte waren von der Übernahme nicht betroffen.
Die Metro unterzeichnete im Juni 2014 mit Hacı Duran Beğendik eine Vereinbarung über den Verkauf des Real-Geschäfts in der Türkei. Damit fokussierte sich Real auf das Deutschlandgeschäft. Über den Kaufpreis wurde Stillschweigen vereinbart. Der Verkauf umfasste die zwölf SB-Warenhäuser und die Unternehmenszentrale. Real Türkei erwirtschaftete 2012/13 einen Umsatz von 256 Mio. Euro und beschäftigte dort rund 1800 Mitarbeiter. Ab August 2016 standen die türkischen Real-Märkte unter staatlicher Verwaltung. Der Real-Markt in Antalya wurde im Oktober 2016 geschlossen.
Im Juni 2015 kündigte Real den Flächentarifvertrag für seine Arbeitnehmer. Später kündigte das Unternehmen die Schließung von acht Filialen für 2016 an, darunter beispielsweise die Filiale im Gesundbrunnen-Center im Berliner Bezirk Mitte. Am 2. Juni 2016 einigten sich Real und Verdi auf einen Zukunftstarifvertrag mit einer Laufzeit bis zum Jahresende 2019. Im Dezember 2016 wurde außerdem eine der beiden Filialen in München geschlossen.

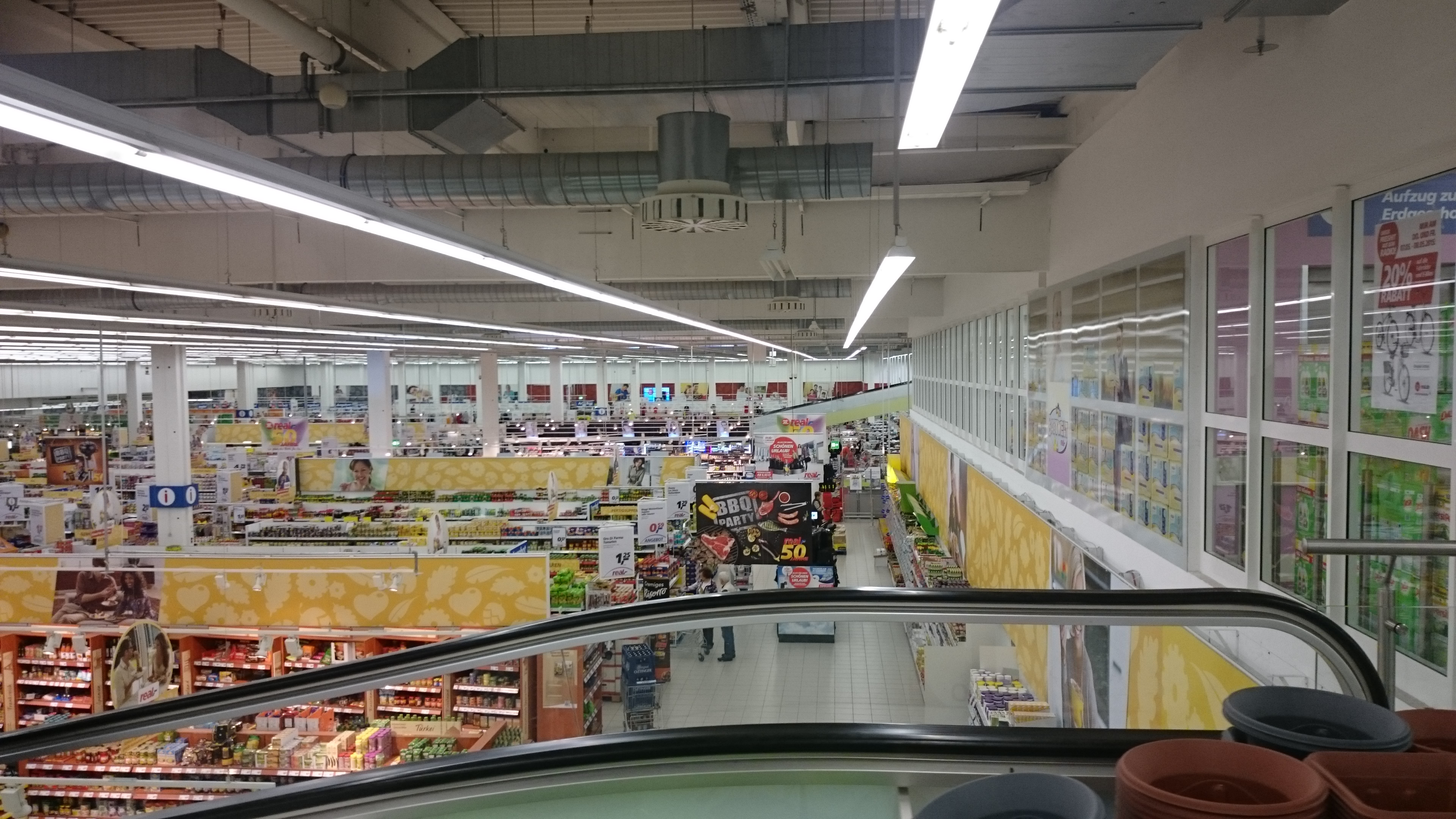
Filiale in Wiesbaden-Biebrich 2015

Anfang 2016 übernahm Real das 2007 gegründete Shopping-Portal Hitmeister.de. Diese Domain wurde später aufgegeben und der Onlinehandel lief seitdem unter der Domain real.de. Dieses Shopping-Portal stellt eine Handelsplattform ähnlich wie Amazon dar, auf der verschiedenste Händler ihre Waren anbieten.

real.de wird Kaufland.de – Logo

Im Zuge der Aufspaltung der ehemaligen Metro Group gingen die Real-Aktivitäten 2016 auf die heutige Metro AG über.

### Abspaltung und Verkauf (2018–2022)
Nach acht gescheiterten Verhandlungsrunden um einen neuen Tarifvertrag mit ver.di kündigte Real an, die METRO Services GmbH in real GmbH umzubenennen und ihr Geschäft darauf abzuspalten, um nicht mehr an ver.di gebunden zu sein. Als Grund gab real an, damit „wettbewerbsfähige Entgeltstrukturen“ zu schaffen.
Im September 2018 gab Metro in einer Pflichtmitteilung bekannt, Real verkaufen zu wollen. Im Mai 2019 gab Metro Verhandlungen über einen Verkauf von Real als Ganzes bis zum Sommer an ein Konsortium um die Redos-Gruppe bekannt.
Anfang Juli 2019 bestätigte das Unternehmen, ein Angebot von dem Immobilieninvestor X+Bricks gemeinsam mit dem Investor The SCP Group erhalten zu haben.
Im Dezember 2019 gab Metro bekannt, dass die Verhandlungen mit Redos beendet und nun mit dem Konsortium aus X+Bricks und The SCP Group geführt werden. Im Unterschied zu Redos beabsichtigte das Konsortium, Real zunächst als Ganzes ohne Minderheitsbeteiligung von Metro zu übernehmen, erst später Teile an Marktteilnehmer zu veräußern und einige Märkte unter dem bisherigen Namen Real weiterzuführen. Der Kaufvertrag wurde im Februar 2020 abgeschlossen.
Im März 2020 gab Real die Schließung der ersten sieben Märkte bekannt. Anfang April 2020 wurde bekannt, dass Edeka, Kaufland und Globus insgesamt 157 Warenhäuser übernehmen. Kaufland plante dabei 88, Edeka 53 und Globus 16 Märkte einzugliedern. Die ersten Märkte sollten im vierten Quartal 2020 ihren Besitzer wechseln, der gesamte Prozess sollte sich über 18 Monate erstrecken. Die finanziellen Details über den Deal blieben unter Verschluss. Im Juni 2020 erfolgte der Abschluss des Verkaufs, Real gehörte seitdem, bis zum Weiterverkauf, zu 100 Prozent der in Luxemburg ansässigen SCP Retail Investments.
Ende Juni 2020 wurde die Übernahme des Online-Shops, real.de, durch die Schwarz-Gruppe bekannt; der Online-Handel soll unter Kaufland weitergeführt werden. Ende Juni 2020 wurde die Schließung von weiteren acht Filialen bekanntgegeben.
Im Dezember 2020 wurden die Übernahme von bis zu 92 Filialen durch die Schwarz-Gruppe und von bis zu 24 Filialen durch Globus von den Wettbewerbsbehörden genehmigt; die Übernahme von 72 Filialen durch Edeka war zu dem Zeitpunkt noch nicht entschieden. Im Januar 2021 einigte sich Kaufland mit The SCP Group auf die Übernahme von 72 real-Filialen; auch Globus hatte sich mit The SCP Group bis Mitte Februar 2021 auf die Übernahme von 16 Filialen geeinigt.
Im Februar 2021 wurde bekannt, dass die Website real.de bis zum 2. Quartal 2021 in die Website kaufland.de integriert wird.
Im Februar 2021 gingen die ersten 13 Filialen an Kaufland, was zeitgleich den Start der bundesweiten Umflaggungswelle einleitete. Die Filialen schlossen dabei unter dem Namen real am 30. Januar 2021. Seitdem verschwanden immer mehr Real-Filialen durch Schließungen oder Umflaggungen durch verschiedene Konkurrenten. Geplantes Ziel des bisherigen Eigentümers war es, die komplette Abwicklung von Real bis Ende Juni 2022 abzuschließen. Standorte ohne Nachnutzung sollten geschlossen werden. Zum 25. Juni 2022 schlossen die verbliebenen Real-Märkte, die nicht an mein real übergeben wurden. Einige Marktgebäude wurden 2022 abgerissen.

### Endgültige Abwicklung und Insolvenz (2023–2024)

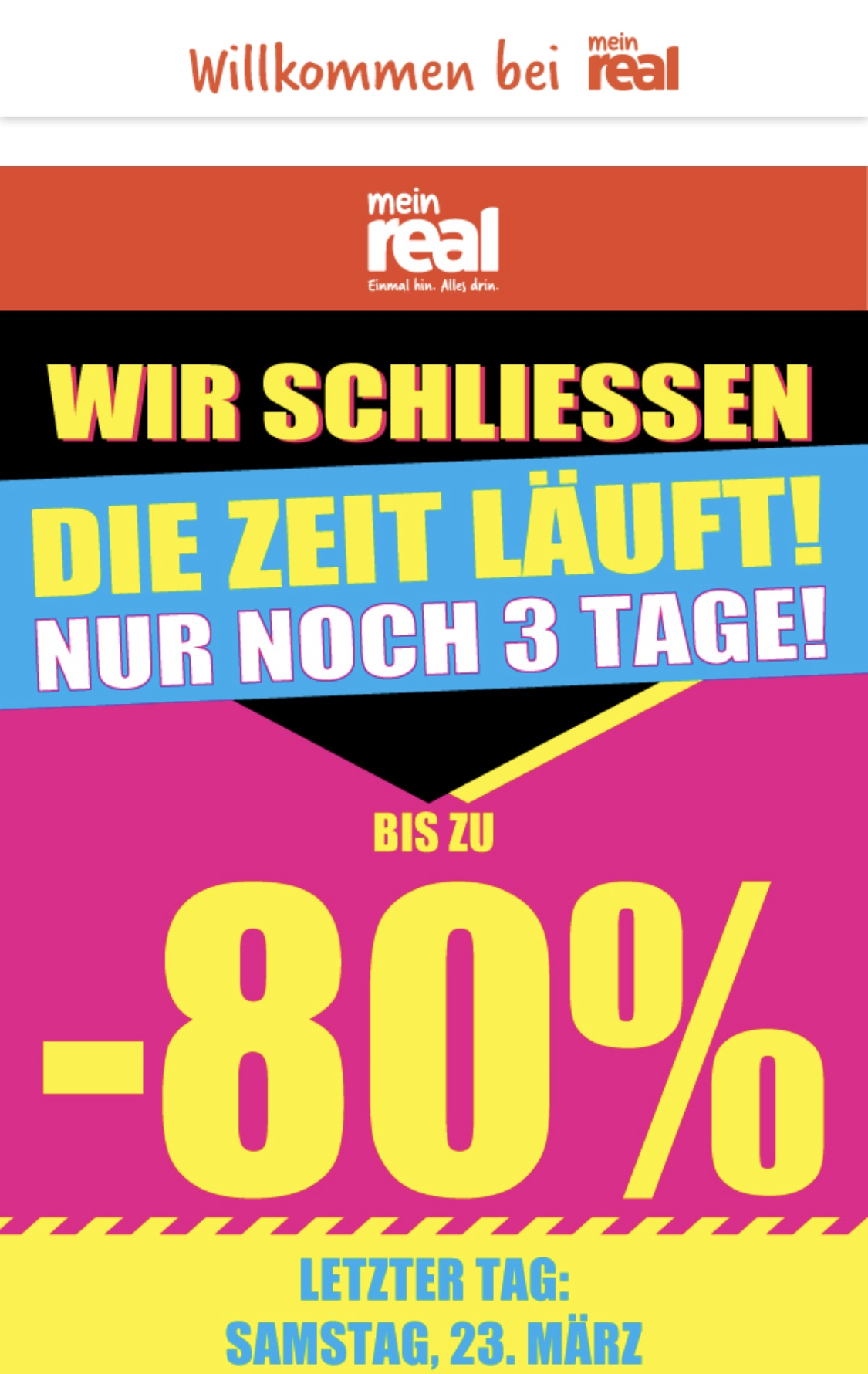
Letzter Newsletter von mein real mit Hinweis auf Schließung am 23. März 2024

Im Januar 2022 wurde bekannt gegeben, dass die verbleibenden 63 Real-Märkte verkauft werden und als mein real firmieren sollen. Am 1. Juli 2022 wurde die Gruppe an das Family Office Tischendorf und ein Managementteam unter der Leitung von Karsten Pudzich verkauft. Der Plan war, die Gruppe umzustrukturieren, um ihren langfristigen Fortbestand unter der Marke mein real zu sichern. Die Real-Zentrale in Düsseldorf wurde wie geplant aufgelöst, eine Nachfolgegesellschaft unter dem Namen real Service und Verwaltungs GmbH in Frankfurt am Main sollte einen Teil der Aufgaben übernehmen. Der Einkauf und die Logistik sollten dabei von einem externen Anbieter übernommen werden. Am 13. April 2022 gab das Bundeskartellamt einer Einkaufskooperation zwischen Rewe und Real statt.
Ende April 2023 wurde bekannt, dass es Gespräche zwischen dem Eigentümer unter der Leitung von Sven Tischendorf und der SCP-Gruppe über eine mögliche erneute Übernahme der Gesellschaft durch letztere gab. Am 9. Mai 2023 erwarb The SCP Group die Gesellschaft nach der Genehmigung durch das Bundeskartellamt. Seit Juli 2023 warb mein Real wieder mit dem alten Slogan „Einmal hin. Alles drin.“ Zudem wurde der Standort in der Berliner Straße in Braunschweig, der wegen Umbauarbeiten im Januar 2022 schloss und eigentlich als Flagship-Store im Herbst 2023 neu eröffnen sollte, an Rewe abgegeben. Im August 2023 wurde bekannt, dass SCP die mein-real-Filialen erneut verkaufen möchte. Am 29. September 2023 stellte das Unternehmen einen Insolvenzantrag in Eigenverwaltung für die noch bestehenden 62 Märkte mit insgesamt über 5000 Mitarbeitern. Die Rewe Group meldete im Oktober 2023 die Übernahme von 15 Märkten beim Bundeskartellamt an, das die Übernahme am 30. Oktober 2023 genehmigte. Am 20. November 2023 verkündete man den Verkauf von 20 mein real-Märkten an Wettbewerber (15 Märkte und ein Bauvorhaben in Braunschweig an Rewe, drei an Kaufland (Hallstadt, Stuhr, Wülfrath) und ein Markt in Traunstein an Edeka). Am 8. Dezember 2023 beantragte Rewe zusätzlich die Übernahme der mein real-Märkte in Brakel und Düsseldorf, die inzwischen vom Bundeskartellamt genehmigt wurde. Die geplante Übernahme der Standorte in Erfurt, Gosen, Hohe Börde, Ingelheim, Karlsruhe, Mülheim-Kärlich und Schwentinental durch die Rewe und des Traunsteiner Marktes durch die Edeka scheiterte nach erfolglosen Verhandlungen mit den jeweiligen Vermietern. Mit der Abgabe von 14 Standorten an Wettbewerber und der Schließung aller übrigen 49 Standorte am 23. März 2024 stellte die real GmbH den Geschäftsbetrieb ein.

## Logos

Logo bis 2017
Logo mit dem ersten Slogan „riesig einkaufen“
Logo bis 2022
Logo bis 2024

## Ehemalige Handelsmarken

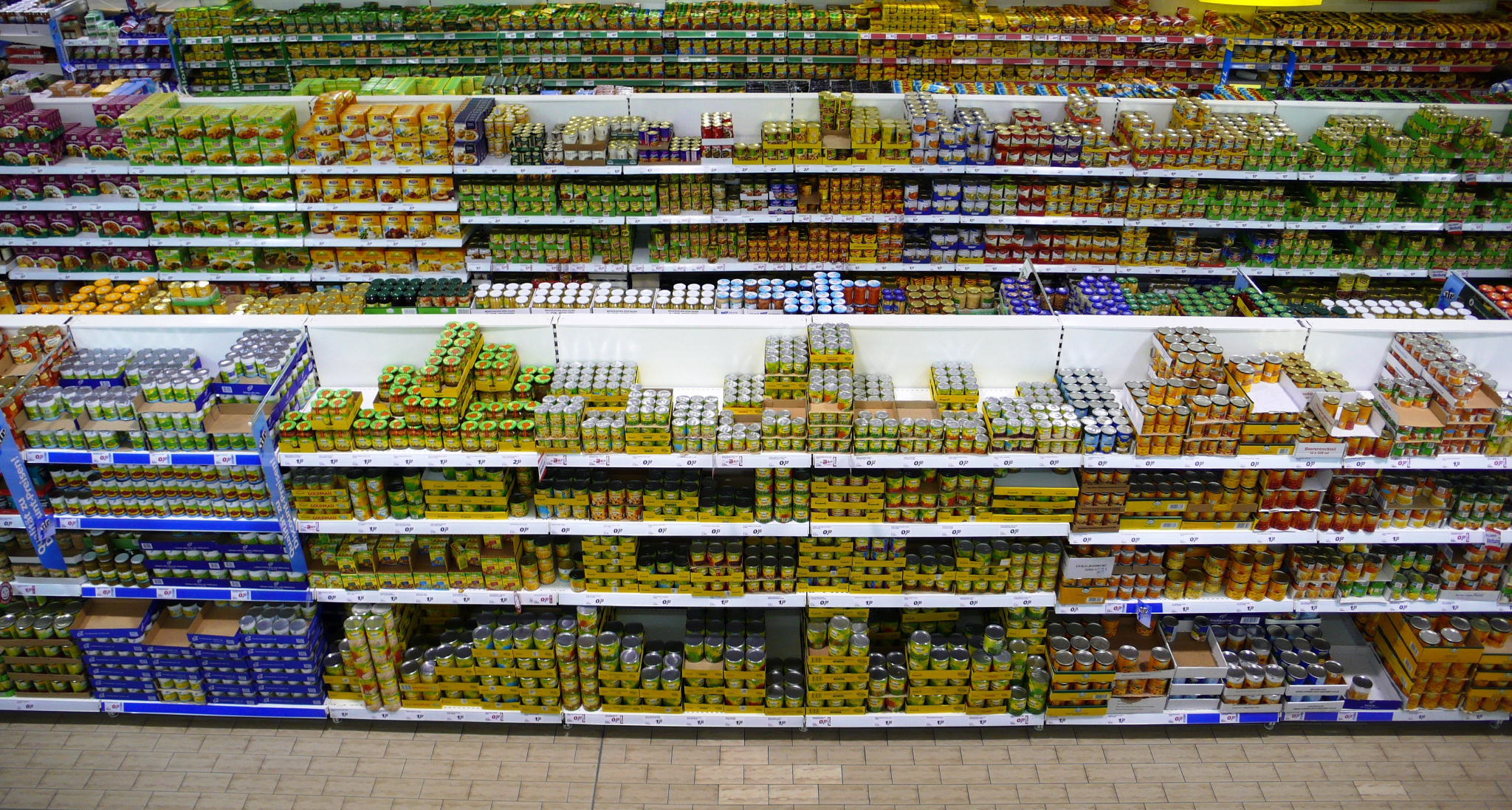
Artikel von TiP werden 2007 in einem real-Markt farblich und durch Regalstopper hervorgehoben (vorne links)

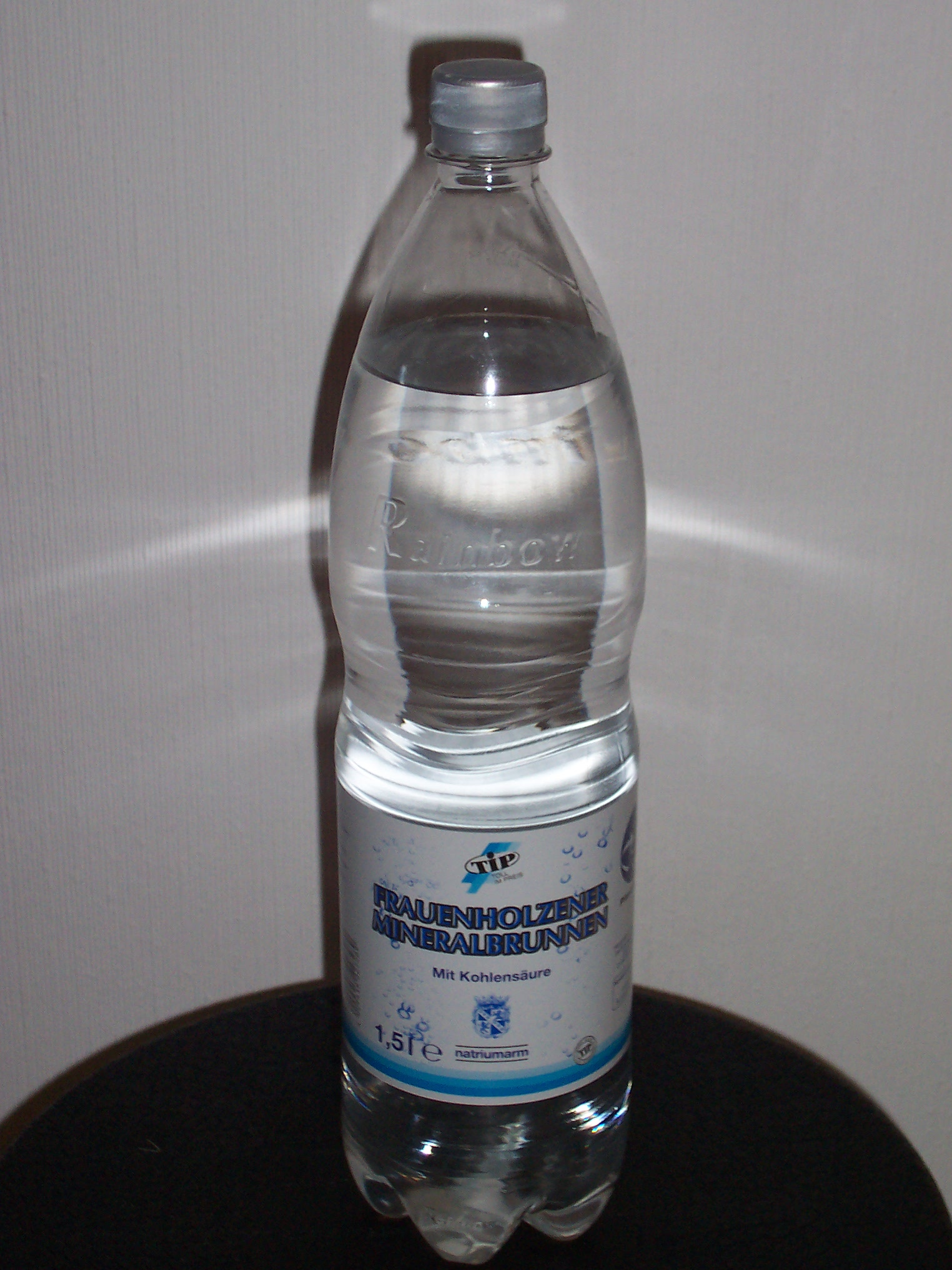
Einweg-Mineralwasser-Flasche von TiP

Bis spätestens Herbst 2008 und einer damals einhergehenden Fokussierung auf wenige Handelsmarken, führte Real einige Handelsmarken in verschiedenen Warengruppen. Darüber hinaus führte Real weitere Handelsmarken, die jedoch nach einiger Zeit wieder eingestellt wurden. Im Zuge der Umstellung der Logistik auf die Rewe Group wurden die letzten Handelsmarken (Jeden Tag, Meister Wurst, real Bio, real Quality, TiP) durch die Handelsmarken der Rewe (ja!, REWE Beste Wahl, REWE Bio, REWE Feine Welt, Wilhelm Brandenburg) ersetzt.
- A'La Carte: Fertiggerichte[74]
- Ährenstolz: Brotwaren (z. B. Knäckebrot)[74]
- Bakers Street: Snackprodukte; ab Februar 1998[75]
- Bella Back: Backzutaten[74]
- Casa Roma: Fertiggerichte und italienische Pastaprodukte[76]
- Dreaming: Körperpflege[74]
- Four Seasons: Eis und Gebäck[74]
- Frutera: Müsli[74]
- Goldblume: Molkereiprodukte; ab den 1990er-Jahren[77]
- Gut Neuburg: Käseprodukte[74]
- Jeden Tag: Lebensmittel (Discountmarke); 2020 eingeführt, ersetzte ab dem 6. September 2021 sukzessive fast komplett die Produkte der Marke TiP[78]
- Meister Wurst: Lebensmittel (Fleisch- und Wurstwaren); bestand ab 1991 (als Tochtergesellschaft der Kriegbaum-Gruppe), ab 1998 Tochter der Metro, seit 2021 Teil von Wilhelm Brandenburg (Tochter der Rewe Group)[79]
- Natura Verde: Gemüsekonserven und Tiefkühl-Gemüse[74]
- Naturkost Grünes Land: Bioprodukte; ab 1993[76][80]
- O’Lacy’s: Tierfutter; ab den 1990er-Jahren[81]
- Ocean Queen: Tiefkühl-Fisch[74]
- Ohne teuer.: Lebensmittel und Non-Food-Artikel (Discountmarke); preislich unterhalb von TiP angesiedelt; bestand von Oktober 2013 bis April 2018[82][83]
- real Bio: Bioprodukte; bestand von Herbst 2008 bis 2022/2023[84]
- real Permakultur: Obst und Gemüse oberhalb der EU-Vorschriften für „Bio“-Produkte; ab Ende 2014[85][86]
- real Quality: Lebensmittel und Non-Food-Artikel (Qualitätsmarke); bestand von Herbst 2008 bis 2022/2023[84]
- real Selection: Lebensmittel (Premiummarke); bestand von Herbst 2008 bis April 2018[83]
- Schlemmerfix: Fertigsaucen, ab 1995[74][87]
- Sôi: Kosmetik (Qualitätsmarke); bestand von Oktober 2014 bis September 2020[88][89]
- Sweet Affair: Süßwaren[74]
- TiP: Lebensmittel und Non-Food-Artikel (Discountmarke); Abkürzung für Toll im Preis; 1987 beim Vorgänger real-kauf eingeführt; wurde ab dem 6. September 2021 sukzessive durch Produkte der Markant-Marke „Jeden Tag“ ersetzt; war vereinzelt im Non-Food-Bereich weiterhin vertreten[78]
- Wunderbärchen: Artikel für Babys und Kleinkinder (Lebensmittel und Non-Food-Artikel), ab Mitte Oktober 2016 bis 2022/2023[90]

## Kritik

### Umstellung ehemaliger Kriegbaum-Standorte
Im April 1999 wurde Kritik an der Umstellung der Kriegbaum-Standorte laut. So reichten verschiedene Kunden ein Beschwerdeschreiben an eines der beiden Häuser in Böblingen ein. Am 20. April 1999 wurden Probleme der Kunden von Mitarbeitern aus Vertrieb und Warenbeschaffung dabei angehört und erörtert. Beklagt wurde u. a. fehlende Herkunftskennzeichnungen, veränderte Sortimente (auch im Eigenmarkenbereich) und ungenügende Verbraucherinformationen. Die Anregungen und Kritik seien ernst genommen worden, sodass bis Mai des gleichen Jahres die Unstimmigkeiten behoben werden sowie ein weiteres Treffen im Herbst 1999 stattfinden sollten. Ob das Treffen stattfand, ist nicht bekannt.

### Hackfleischskandal 2005

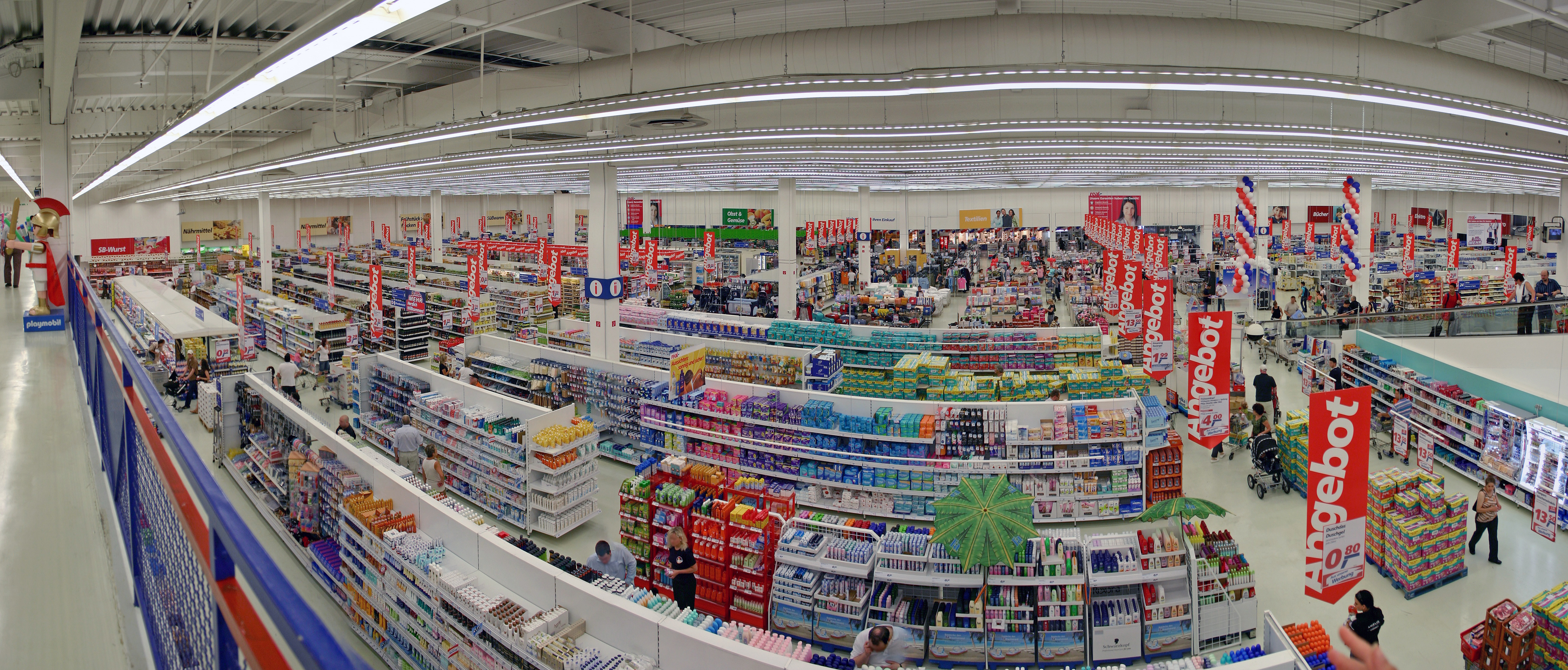
Real-Filiale in Würzburg (2007)

Die Staatsanwaltschaft Oldenburg ermittelte im März 2005 wegen Verstößen gegen das Lebensmittelgesetz und die Hackfleisch-Verordnung. In zwei Filialen, in Laatzen und in Hannover, waren Mitarbeiter von einem ehemaligen Angestellten mit einer versteckten Kamera ertappt worden, wie sie über der Haltbarkeit befindliches Hackfleisch neu verpackten und etikettierten, um es im Markt weiter zu verkaufen. Die Ermittlungen wurden anschließend auf vier Filialen ausgedehnt. Ermittlungshandlungen gründeten sich auf den Verdacht, dass die Unternehmensführung das Umverpacken von Fleisch zentral gesteuert haben könnte. Nach gründlicher Prüfung konnte dieser Verdacht nicht erhärtet werden, so dass von Einzeltaten der Angestellten vor Ort ausgegangen wird.

### Einseitige Übernahme durch Edeka und Kaufland
Die Warenhauskette Globus kritisierte die einseitige Übernahme durch Edeka und Kaufland. Konkret sprach die Globus Holding von einem, so wörtlich, „unfairen Wettbewerb“ und einer Gefahr für die Handelsvielfalt.

### Mögliche Kartellbildung
Im Zusammenhang mit der Einkaufskooperation der verbleibenden 63 Filialen mit Rewe sorgten sich Mitbewerber, voran Bünting und Bartels-Langness, beide Teil der Einkaufskooperation RTG, über die Real bisher seine Waren bezieht, sowie der Markenverband vor einer möglichen Kartellbildung. Das Bundeskartellamt sah das als unbegründet an und gab der geplanten Kooperation statt.

## Technische und organisatorische Neuerungen

### RFID-Technologie
Ab dem 2. November 2004 wurde eine Warenmarkierung mit Funktranspondern (RFID) schrittweise in den Märkten eingeführt und soll ausgebaut werden. RFID-Markierungen an den Waren ermöglichen eine vollständige Überwachung des Warenflusses durch berührungslose Identifikation entlang der gesamten Prozesskette. Die Systeme sollen Bestellung, Lagerung und Transport deutlich vereinfachen. Kritiker der RFID-Technologie sehen Gefahren für den Datenschutz: Auch nach dem Verkauf können die Waren verfolgbar bleiben, und bei Bezahlung mit Karten letztlich dadurch auch der Kunde selber. Langfristig wird ein Wegfall von Teilzeitarbeitsplätzen im Niedriglohnsegment erwartet.